# Poliuretano segmentado
El poliuretano segmentado es un copolímero en bloque con segmentos "duros" y segmentos "blandos" parcialmente incompatibles entre sí, y que dan lugar a "microfases". Los segmentos blandos tienen cohesión débil: unión mediante fuerzas de Van der Waals, que les brindan elasticidad, flexibilidad y resistencia a bajas temperaturas. Por otro lado, los segmentos duros constan de una cohesión fuerte, uniones químicas del tipo puente de hidrógeno, que les otorga tenacidad, resistencia a solventes y resistencia a altas temperaturas.
- Datos: Q6081865